# Zorzines moriutii
Zorzines moriutii là một loài bướm đêm trong họ Noctuidae.